# Nous, les vivants (film, 1942)
Pour les articles homonymes, voir Nous, les vivants.
Pour plus de détails, voir Fiche technique et Distribution.
Nous, les vivants (Noi vivi) est un film de propagande italien réalisé par Goffredo Alessandrini, sorti en 1942. Il est composé de deux parties d'environ 90 minutes chacune pour une durée totale de plus de 3 heures.
Il s'agit d'un film anticommuniste adapté du roman homonyme d'Ayn Rand publié en 1936. Tour à tour censuré par le régime fasciste puis adoubé grâce au soutien du fils de Benito Mussolini, le film sort en octobre 1942, avant d'être finalement retiré des salles deux mois plus tard et détruit à l'exception d'une seule bobine mise sous scellé. Peu accessible pendant vingt-cinq ans, le film est restauré dans les années 1980.

## Résumé

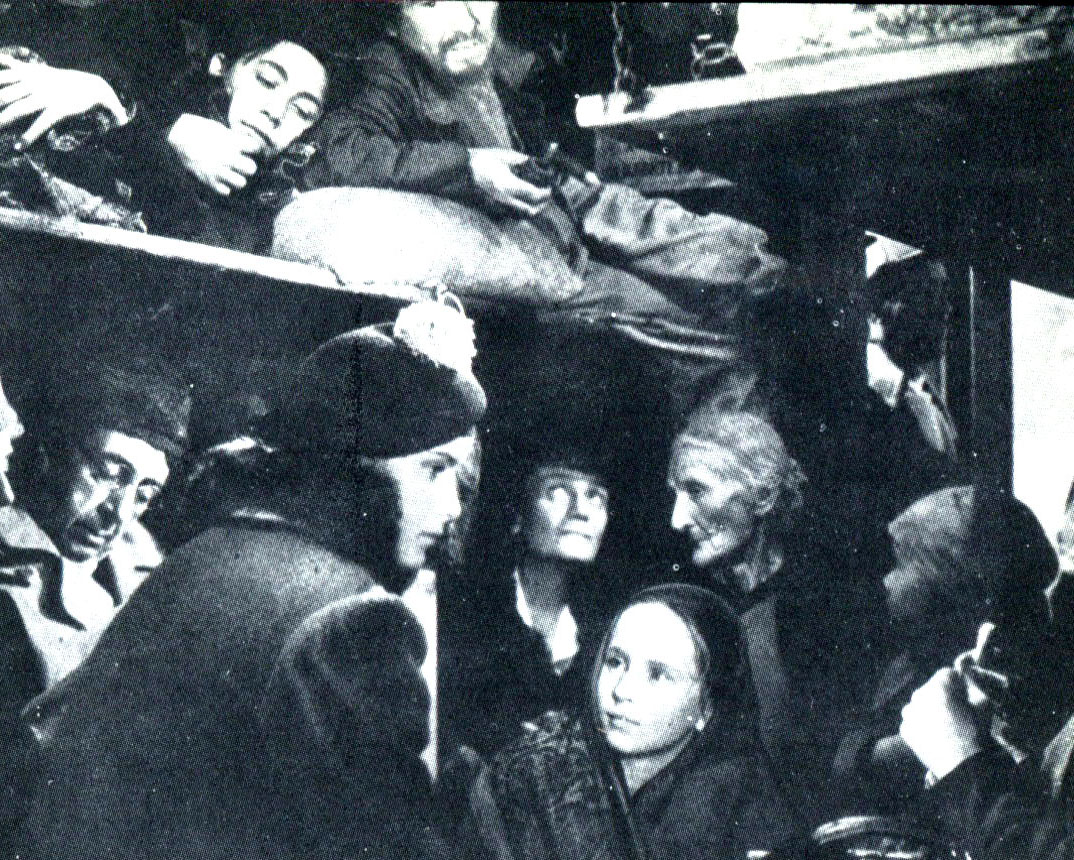
La difficulté de se loger et la promiscuité des logements est l'un des thèmes de propagande contenus dans le film. Kira est ici au premier plan.

### Première partie:Noi vivi

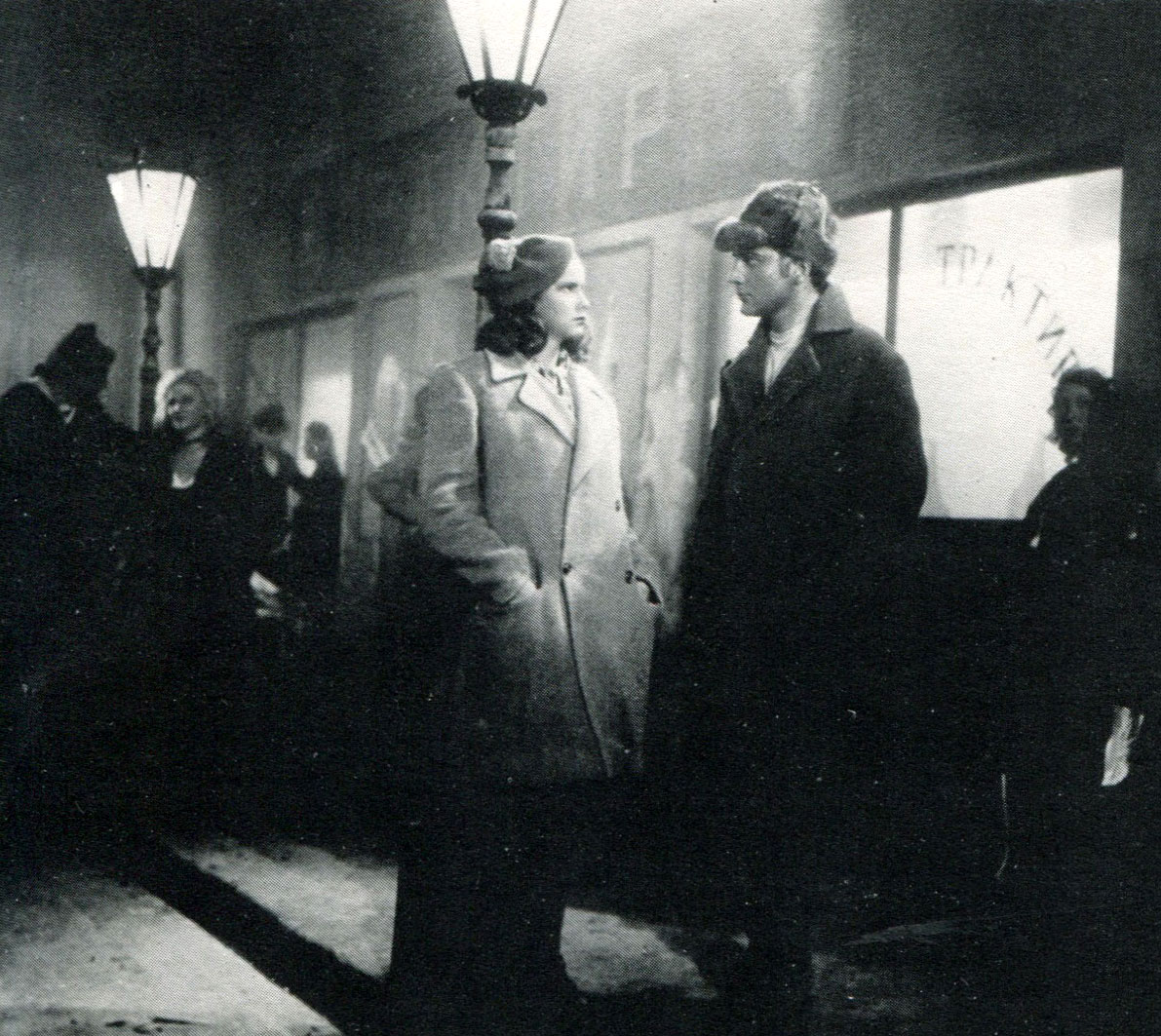
Une atmosphère sombre et menaçante persiste tout au long du film, ce qui a été interprété différemment selon les critiques. Ici une scène de rue avec Kira et Leo.

L'Union soviétique en 1922 : la jeune Kira, fille de marchands appauvris par la Révolution, quitte le Caucase pour Petrograd afin d'y suivre des études d'ingénieur. Elle est hébergée par la famille Dunaïev. Le fils de famille, Victor, est attiré par elle et lui enjoint d'adoucir ses positions antibolcheviques pour éviter des ennuis. 
Kira, cependant, rencontre Leo, un jeune homme mystérieux et inconnu et c'est de lui qu'elle tombe amoureuse. Dénoncée par Sjerov, un jeune étudiant fanatique, Kira est arrêtée, tandis que Leo, qui est en réalité le fils d'un amiral tsariste abattu par les révolutionnaires, parvient à s'échapper.
Lors de son arrestation, Kira est défendue par Andreï, un commissaire politique. Il tombe amoureux d'elle et fait tout son possible pour obtenir sa libération, malgré l'opposition de Sjerov et les soupçons que ce comportement lui inspire. Kira, libérée, reprend contact avec Leo, et les deux jeunes gens décident de fuir par la mer, convaincus qu'ils n'ont aucun avenir dans leur propre pays. Cependant, leur tentative échoue car leur bateau est intercepté et coulé. Ils parviennent à se sauver, mais Leo tombe malade et doit être envoyé dans un sanatorium en Crimée. Afin d'obtenir un traitement, Kira demande l'aide d'Andreï et se résigne à devenir son amant. 

### Seconde partie:Addio Kira!
Après avoir été traité dans un sanatorium en Crimée pour une consomption contractée lors d'une tentative ratée de fuite à l'étranger, Leo revient à Petrograd. Cependant, il est profondément changé après avoir rencontré Antonina, la maîtresse d'un haut fonctionnaire communiste, qui l'a entraîné dans des activités spéculatives et illégales. Sous la protection d'un bureaucrate de haut rang, Leo ouvre une épicerie, dans laquelle le marché noir va bon train. Grâce à cette activité, dont sont au fait de nombreux dirigeants du parti, Leo devient riche.
Pendant ce temps, Andreï, toujours amoureux de Kira, enquête sur les activités de Leo et découvre la corruption, même au sein du parti dont il est un fonctionnaire honnête et loyal. Lorsqu'il finit par arrêter Leo, c'est à nouveau Kira qui intervient auprès de lui et, une fois encore, les sentiments d'Andreï l'emportent sur son sens du devoir. Par ce comportement, il donne à ses supérieurs corrompus, désireux de se débarrasser de lui, l'occasion d'enquêter sur lui. Pendant ce temps, Kira révèle à Andreï qu'elle ne l'aime pas et qu'elle ne s'est donnée à lui que pour sauver Leo.
Confronté à la déception tant de ses idéaux politiques que de son amour, Andreï se suicide. Leo, libéré, accuse Kira de l'avoir trompé avec Andreï et la quitte, sans reconnaître qu'elle ne l'a fait que pour le sauver. Désespérée et seule, Kira tente à nouveau de quitter le pays, mais lorsqu'elle arrive à la frontière, la liberté à portée de main, elle est tuée par une sentinelle.

## Fiche technique
- Titre français : Nous, les vivants[1] ou We the Living[2]
- Titre original italien : Noi vivi[3]
- Réalisation : Goffredo Alessandrini assisté d'Anton Giulio Majano
- Scénario : Corrado Alvaro, Anton Giulio Majano, Orio Vergani, Oreste Biancoli d'après Ayn Rand
- Photographie : Giuseppe Caracciolo
- Montage : Eraldo Da Roma
- Musique : Renzo Rossellini
- Décors : Giorgio Abkhasi, Andrea Belobodoroff
- Costumes : Rosi Gori
- Sociétés de production : Scalera Film • Era Film
- Pays de production :  Royaume d'Italie
- Langue originale : italien
- Format : Noir et blanc • 1,37:1 • Son mono • 35 mm
- Durée : 
  - Version italienne intégrale de 230 minutes (3 h 50[4])
  - Version italienne de 190 minutes (3 h 10) divisées en deux parties (respectivement 94 et 96 minutes)
  - Version américaine de 172 minutes (2 h 47) remontée par Ayn Rand, avec coupe de scènes jugées trop fascisantes par l'auteure[5].
- Genre : Drame, romantique et guerre • Critique politique[2]
- Dates de sortie :
  - Royaume d'Italie : 14 septembre 1942 (Mostra de Venise) ; 20 octobre 1942 (en salles)
  - États-Unis : août 1986 (version américaine remontée par Ayn Rand) (Festival du film de Telluride)
  - France : 3 avril 1991[2]

## Distribution
- Alida Valli : Kira Argounova
- Fosco Giachetti : Andrei Taganov
- Rossano Brazzi : Leo Kovalenski
- Emilio Cigoli : Pavel Sjerov

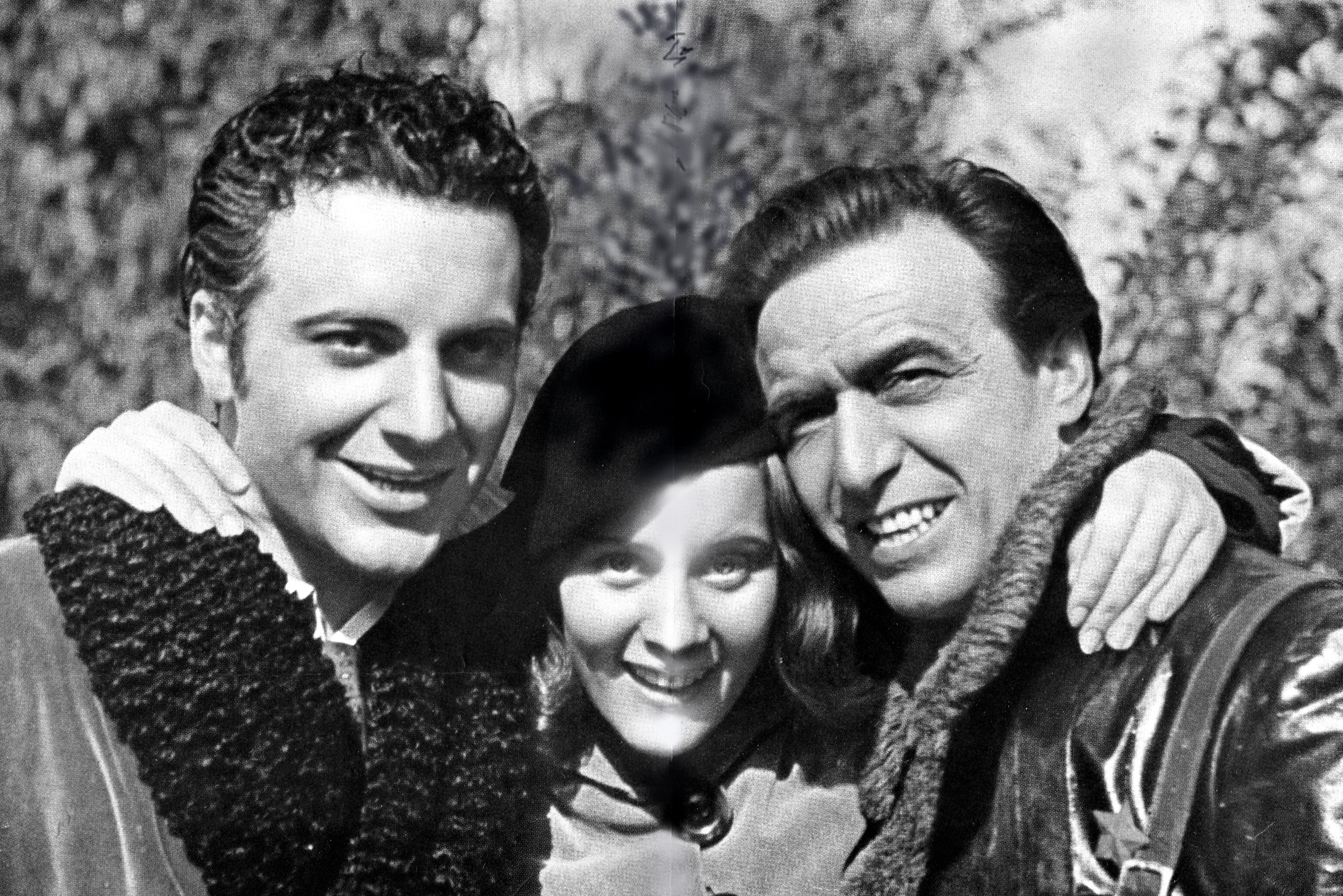
Rossano Brazzi, Alida Valli et Fosco Giachetti sur le tournage du film.

- Giovanni Grasso : Stephan Tishenko
- Annibale Betrone : Vassili Dunaev
- Elvira Betrone : Maria Petrovna Dunaev
- Sennuccio Benelli (it) : Saska
- Cesarina Gheraldi (it) : La compagna Sonja
- Silvia Manto (it) : Mariska
- Gioia Collei : La piccola Acia Dunaev
- Bianca Doria : Irina Dunaev
- Lamberto Picasso : Il capo della G.P.U.
- Claudia Marti : Lidia Augounova
- Evelina Paoli (en) : Galina Petrovna Argounova
- Mario Pisu : Viktor Dunaev
- Gina Sammarco (it) : Tonja
- Guglielmo Sinaz (en) : Morozov
- Gero Zambuto : Alexej Argounov

## Production

### Genèse et développement

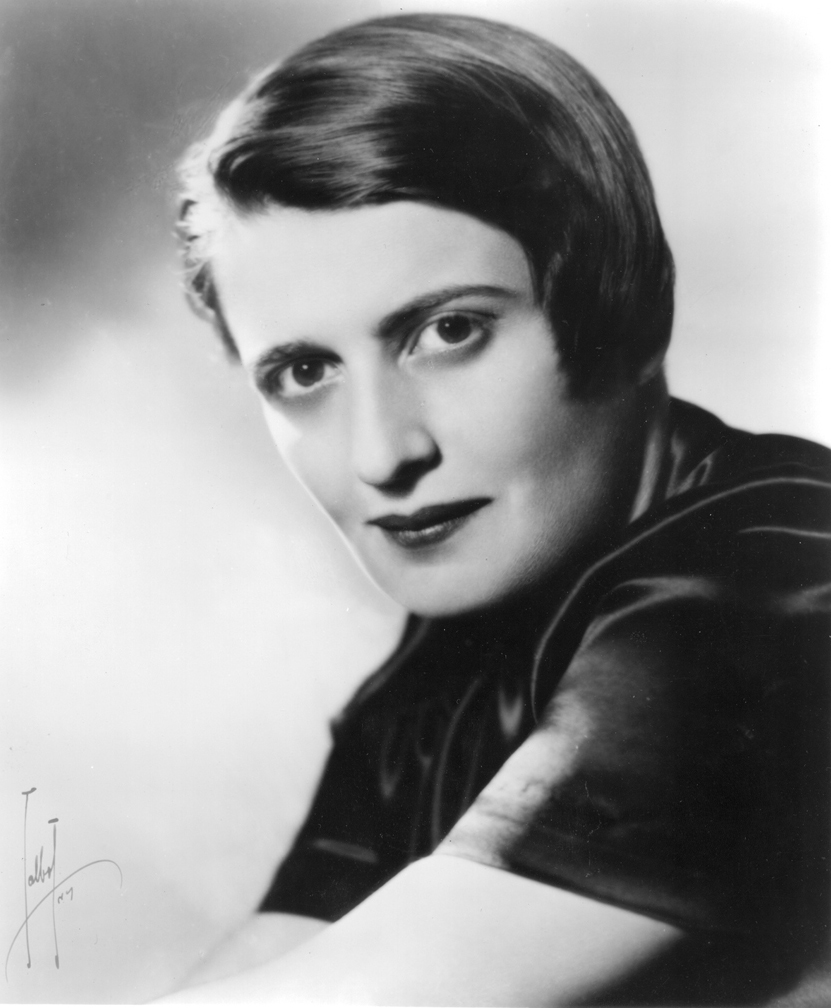
L'écrivaine Ayn Rand en 1943.

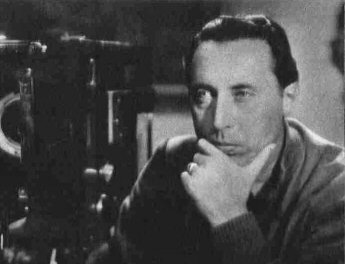
Le réalisateur Goffredo Alessandrini en 1939.

Basé sur le roman de l'autrice américaine d'origine russe Ayn Rand, l’adaptation cinématographique prend naissance après une lecture du roman par le metteur en scène italien Goffredo Alessandrini. Ce dernier a une bonne réputation durant la double décennie fasciste en Italie. Ses films sont connus pour leur grand réalisme et ont été plus tard salués comme une anticipation du mouvement néo-réaliste qui allait naître dans l'après-guerre. Bien qu'à l'origine, ses films sont influencés par son bref séjour à Hollywood au début des années 1930 pour les studios MGM, il réussit à passer des comédies musicales aux drames historiques et il s'oriente ensuite vers les films de propagande au tournant de la Seconde Guerre mondiale. 
Alessandrini et son jeune assistant-réalisateur, Anton Giulio Majano, savent que Nous, les vivants aborde des questions politiques délicates, mais ils espèrent être à l'abri de toute répercussion en raison de l'image négative qui est donnée de l'Union soviétique, l'ennemi du régime fasciste. Le roman de Rand est considéré comme une patate chaude par les autorités fascistes de Rome, mais le tournage est autorisé grâce à l'intervention du fils du dictateur Benito Mussolini.
Ayant les qualités dignes d'être un film épique, Alessandrini et Majano décident d’écrire le scénario basé directement sur le roman sans avoir obtenu les droits de propriété car, à l’époque, l'Italie et les États-Unis étaient en guerre, une situation qui les empêchait d’obtenir les droits.

### Tournage
Pendant le tournage du film Noces de sang (Nozze di sangue), la société de production de cinéma, Scalera Film, a demandé que d'autres cinéastes rédigent des scènes et des dialogues du scénario original. Le résultat fut un script tellement différent de l'original qu’Alessandrini et Majano ont décidé de tourner le film directement à partir du roman, sans scénario écrit. Pendant la nuit, les deux rédigeaient des scènes pour le tournage du lendemain.
Produit par Scalera dans ses propres usines romaines, le film n'est pas le seul film de propagande réalisé en 1942 par cette importante société qui, la même année, a également présenté les analogues Alfa Tau! de Francesco De Robertis et Giarabub (it), un autre film d'Alessandrini. La société de production alternent cependant les films politiques avec des films de nature complètement différente comme le pré-néoréaliste Les enfants nous regardent de Vittorio De Sica, le calligraphique Tragica notte de Mario Soldati ou la comédie parodique Macario au Far West de Giorgio Ferroni. Le tournage a commencé à la mi-juin 1942 et s'est poursuivi pendant tout l'été. Des difficultés sont apparues lorsqu'on s'est aperçu que, arrivé au milieu du livre, le film durait déjà deux heures : le tournage a été suspendu pendant quinze jours et c'est à ce moment-là qu'il a été décidé de résoudre le problème en le divisant en deux films à distribuer séparément.
Tous les décors, y compris les scènes à Saint-Pétersbourg avec de la (fausse) neige, ont été reconstitués dans les intérieurs des studios, grâce aux deux décorateurs d'origine russe Andrej Bessborodoff et Georg Abhkazy. La Scalera s'est fixé pour objectif de présenter Nous, les vivants à la Mostra de Venise, mais pendant plusieurs semaines, il a été douteux qu'elle soit achevée à temps ; À tel point que, même à la fin du mois d'août, il a été annoncé que le film était toujours en cours de réalisation et qu'il ne serait pas projeté au festival.

## Exploitation
Après presque cinq mois de tournage, le film s'acheva en septembre 1942 et fut présenté au festival de Venise où il a gagné le prix de la Coppa Volpe. Le film sortit en novembre de la même année en deux versions différentes : Noi vivi et Addio Kira !. Les deux films obtinrent un grand succès auprès du public italien qui voyait ces films comme une condamnation indirecte du régime de Mussolini. Toutefois, les autorités se sont rendu compte du message caché des films et on a interdit les films après cinq mois de projection. Toutes les copies ont été confisquées et détruites mais, heureusement, un négatif fut préservé.

### Restauration et ressortie
Après la guerre, Scalera Film entama des pourparlers avec Rand afin d'obtenir les droits littéraires du film pour une nouvelle sortie, mais l’auteur refusa. Après quelques années, Noi vivi et Addio Kira ! furent relégués dans un coffre-fort pour vingt-cinq ans. À la fin des années 1960, Rand retrouva le négatif des films en bon état dans un coffre-fort à Rome. Les deux films furent restaurés et fusionnés en un seul. En 1986 le film restauré est sorti sous le titre We the Living, d'après le titre original du roman, quarante ans après la sortie originale.